# Tsuyoshi Miyaichi
Tsuyoshi Miyaichi (født 1. juni 1995) er en japansk fodboldspiller, som spiller for den japanske fodboldklub Iwate Grulla Morioka.